# Jörg Hieber
Jörg Hieber (* 15. Mai 1938) ist ein deutscher Unternehmer im Einzelhandel und ehemaliger Vorsitzender des Aufsichtsrates der Edeka AG. Er ist Gründer und Inhaber der regionalen, zur Edeka Südwest gehörenden, Einzelhandelskette Hiebers Frische Center KG mit Hauptsitz in Binzen im Südwesten Baden-Württembergs.

## Leben und Leistung
Der aus dem Raum Stuttgart stammende Hieber wollte ursprünglich Metzger werden, fand jedoch in der Nachkriegszeit keine Lehrstelle und begann daher nach dem Hauptschulabschluss mit 14 Jahren eine Ausbildung zum Konditor. Nach deren Abschluss sammelte er berufliche Erfahrungen auf einem Kreuzfahrtschiff auf der England-Nordamerika-Route, arbeitete auf Nordseeinseln und am Chiemsee in Bayern, wo er seine Frau Anneliese, eine aus einer Landwirtsfamilie stammende Hotelsekretärin, kennenlernte. Er folgte ihr nach der Verlobung in ihre südbadische Heimat Binzen, nahm eine Stelle in einer Konditorei im nahen Basel an und half in der Landwirtschaft der Schwiegereltern mit. 1962 siedelte das Paar nach Überlingen am Bodensee. Hieber legte dort die Meisterprüfung ab und 1963 folgte die Heirat.
1966 eröffnete Hieber, da er aufgrund zu geringen Eigenkapitals trotz langer Suche keine Kreditgeber für die Übernahme einer Konditorei fand, einen ersten eigenen Lebensmittelmarkt mit 50 Quadratmeter Verkaufsfläche in dem 1500-Einwohner-Dorf Steinen-Höllstein, in dem bereits zwei Vorgänger gescheitert waren. Vorbildung dazu war lediglich ein zweiwöchiges kaufmännisches Praktikum der beiden Eheleute. Da die Tageseinnahmen nicht zum Lebensunterhalt reichten, fertigte Hieber zusätzlich Konditorwaren. Als er diese auf den Edeka-Hausmessen anbot, erzielte er einen ersten größeren Erfolg. Bis 1985 folgten Höhen und Tiefen bis kurz vor der Insolvenz, später jedoch wieder Wachstum bis zur heutigen Größe.
Hieber hatte in seiner Berufslaufbahn verschiedene Führungspositionen in der Edeka Südwest und später in der Hamburger Deutschlandzentrale inne. Seit Mitte 2003 war er Verwaltungsratsvorsitzender der Edeka Zentrale AG & Co. KG, sowie Mitglied des Strategiebeirates. Sechs Jahre fungierte er außerdem als Aufsichtsratsvorsitzender der Edeka AG, bis er Mitte 2005 wegen Erreichen der Altersgrenze ausschied; sein Nachfolger wurde Peter Simmel.
Anfang 2010 zog sich Jörg Hieber aus dem operativen Geschäft in seinem Unternehmen zurück und übernahm den Vorsitz des Beirats. Persönlich haftender Gesellschafter ist heute sein Sohn Dieter Hieber. Jörg Hieber wohnt mit seiner Frau in Binzen.

## Gesellschaftliches Engagement
Jörg Hieber, einst aktiver Radsportler und Skiläufer, gründete die regionale jährliche Radsportveranstaltung Tour de Hieber und 2009 die Hieber-Stiftung. Mit ihrem Wirken werden der Jugendsport und soziale Initiativen sowie Organisationen unterstützt.

## Auszeichnungen
Das Unternehmen Hieber und die Hieber-Märkte erhielten bereits zahlreiche Auszeichnungen. 2004 wurde Jörg Hieber als Kaufmann des Jahres ausgezeichnet, 2006 mit einem Sonderpreis bei Ausbilder des Jahres 2006. 2006 erhielt er das Bundesverdienstkreuz am Bande für sein Lebenswerk.